# Associazione Calcio Pro Sesto 1998-1999
Questa pagina raccoglie le informazioni riguardanti l'Associazione Calcio Pro Sesto nelle competizioni ufficiali della stagione 1998-1999.

## Stagione
Nella stagione 1998-1999 la Pro Sesto ha disputato il girone A del campionato di Serie C2, piazzandosi in undicesima posizione di classifica con 43 punti. Il torneo è stato vinto dal Pisa con 67 punti che ha ottenuto la promozione diretta in Serie C1, la seconda promossa è stata l'Albinoleffe che ha vinto i playoff. A Sesto San Giovanni lascia dopo due ottime stagioni, il tecnico Gianfranco Motta che passa ad allenare la Pro Vercelli. Al suo posto viene promosso dal settore giovanile biancoceleste Davide Aggio. A centrocampo arriva con la sua esperienza Fulvio Saini, dopo diciotto anni di Monza tra Serie B e C1. In attacco due giocatori sugli scudi, Gianluca Temelin di scuola atalantina che realizza 18 reti, delle quali 16 in campionato e 2 in Coppa Italia, e Vincenzo Maiolo che realizza 16 reti tutte in campionato. La Pro Sesto ha fatto del Breda il suo "fortino", conquistando 36 dei 43 punti in casa, mentre in trasferta si è dimostrata fragile, subendo 12 sconfitte su 17 partite. Nella Coppa Italia di Serie C i biancocelesti hanno disputato e vinto il girone C di qualificazione, che li ha promossi ai sedicesimi, dove hanno perso il doppio confronto con l'Alzano Virescit.

## Rosa
| N. |                   | Ruolo | Calciatore         |
| -- | ----------------- | ----- | ------------------ |
|    | Italia (bandiera) | C     | Matteo Ambrosoni   |
|    | Italia (bandiera) | A     | Daniele Angelotti  |
|    | Italia (bandiera) | A     | Carmelo Augliera   |
|    | Italia (bandiera) | D     | Matia Brambilla    |
|    | Italia (bandiera) | P     | Paolo Castelli     |
|    | Italia (bandiera) | C     | Jacopo Colombo     |
|    | Italia (bandiera) | D     | Giuseppe Commisso  |
|    | Italia (bandiera) | D     | Stefano Di Gioia   |
|    | Italia (bandiera) | C     | Gianni Garghentini |
|    | Italia (bandiera) | C     | Salvatore Giorgio  |
|    | Italia (bandiera) | C     | Massimo Gobbi      |
|    | Italia (bandiera) | A     | Antonio Guerrisi   |
|    | Italia (bandiera) | D     | Marcello Lambrughi |
|    | Italia (bandiera) | A     | Vincenzo Maiolo    |

| N. |                   | Ruolo | Calciatore            |
| -- | ----------------- | ----- | --------------------- |
|    | Italia (bandiera) | P     | Enricomaria Malatesta |
|    | Italia (bandiera) | D     | Michele Marzini       |
|    | Italia (bandiera) | D     | Claudio Mastropasqua  |
|    | Italia (bandiera) | C     | Federico Meda         |
|    | Italia (bandiera) | A     | Marco Morello         |
|    | Italia (bandiera) | A     | Aniello Nino          |
|    | Italia (bandiera) | D     | Alessandro Pappalardo |
|    | Italia (bandiera) | C     | Michele Pennacchio    |
|    | Italia (bandiera) | D     | Matteo Placida        |
|    | Italia (bandiera) | D     | Stefano Prini         |
|    | Italia (bandiera) | C     | Mauro Rossetti        |
|    | Italia (bandiera) | C     | Fulvio Saini          |
|    | Italia (bandiera) | A     | Gianluca Temelin      |
|    | Italia (bandiera) | C     | Stefano Tono          |

## Risultati

### Serie C2

#### Girone di andata
| Arbitro: | Ledda (Alghero) |

|                              |           |  |
| Ghetti 33’ Dellagiovanna 58’ | Marcatori |  |

| Arbitro: | Rossomando (Salerno) |

|                            |           |  |
| Maiolo 28’, 32’ Nino 90+3’ | Marcatori |  |

| Arbitro: | Bernabini (Roma) |

|           |           |             |
| Laghi 17’ | Marcatori | 41’ Temelin |

| Arbitro: | Gasperoni (Ancona) |

|             |           |            |
| Temelin 66’ | Marcatori | 90+1’ Comi |

| Novara 4 ottobre 1998 5ª giornata | Novara              | 0 – 0 | Pro Sesto | Stadio Silvio Piola\| Arbitro: \| Tomasi (Conegliano) \| |
| Arbitro:                          | Tomasi (Conegliano) |       |           |                                                          |

| Arbitro: | Cenni (Imola) |

|              |           |                         |
| Guerrisi 28’ | Marcatori | 18’ Logarzo 90+3’ Muoio |

| Arbitro: | Giangrande (L'Aquila) |

|                                          |           |  |
| Maffioletti 11’ Mignani 29’ Bonavita 51’ | Marcatori |  |

| Arbitro: | Rossomando (Salerno) |

|           |           |  |
| Maiolo 4’ | Marcatori |  |

| Arbitro: | Trefoloni (Siena) |

|                             |           |              |
| Zaniolo 42’ Sanguinetti 52’ | Marcatori | 56’ Rossetti |

| Arbitro: | Cavallaro (Legnago) |

|                                           |           |             |
| Maiolo 34’ (rig.), 86’ (rig.) Temelin 81’ | Marcatori | 31’ Araboni |

| Arbitro: | Ferraro (Crotone) |

|                                       |           |  |
| Fabbrini 31’, 55’ Righi 72’ Testa 75’ | Marcatori |  |

| Arbitro: | Dattilo (Locri) |

|                                                       |           |                                                  |
| Temelin 10’, 85’ Mastropasqua 45+1’ Maiolo 81’ (rig.) | Marcatori | 5’ Tagliaferri 30’ Mezzini 90’ (rig.) Provenzano |

| Arbitro: | Nicoletti (Macerata) |

|                                    |           |                         |
| Giorgio 1’ Brambilla 40’ Saini 65’ | Marcatori | 7’ Lanzara 79’ C. Mauro |

| Arbitro: | Santoro (Domodossola) |

|                       |           |  |
| Stringardi 40’ (rig.) | Marcatori |  |

| Arbitro: | Battaglia (Messina) |

|                             |           |  |
| Temelin 23’ Maiolo 46’, 82’ | Marcatori |  |

| Arbitro: | Lucenti (Mestre) |

|                |           |             |
| Ferraresso 53’ | Marcatori | 29’ Temelin |

| Arbitro: | Bonin (Trieste) |

|                        |           |  |
| Temelin 59’ Maiolo 70’ | Marcatori |  |

#### Girone di ritorno
| Arbitro: | Rizzoli (Bologna) |

|                   |           |  |
| Maiolo 30’ (rig.) | Marcatori |  |

| Arbitro: | Marino (Roma) |

|                                                |           |                    |
| Bernardi 21’, 85’ Macelloni 40’ Mariniello 63’ | Marcatori | 4’ (aut.) Castelli |

| Arbitro: | Dattilo (Locri) |

|  |           |                     |
|  | Marcatori | 67’ (rig.) S. Lerda |

| Arbitro: | Zenere (Schio) |

|                                   |           |             |
| Guidetti 1’ (rig.) Saviozzi 90+3’ | Marcatori | 38’ Temelin |

| Arbitro: | Ferone (Terni) |

|                   |           |  |
| Maiolo 52’ (rig.) | Marcatori |  |

| Arbitro: | Rossi (Forlì) |

|                                   |           |                   |
| Andreotti 52’ Tomei 56’ Ricci 87’ | Marcatori | 8’, 90+3’ Temelin |

| Arbitro: | Lucenti (Mestre) |

|                   |           |              |
| Maiolo 79’ (rig.) | Marcatori | 42’ Bonavita |

| Arbitro: | Santucci (Reggio Calabria) |

|              |           |  |
| Cattaneo 90’ | Marcatori |  |

| Sesto San Giovanni 14 marzo 1999 26ª giornata | Pro Sesto           | 0 – 0 | Spezia | Stadio Breda\| Arbitro: \| Battaglia (Messina) \| |
| Arbitro:                                      | Battaglia (Messina) |       |        |                                                   |

| Arbitro: | Ferraro (Crotone) |

|                           |           |                                      |
| P. Coppola 2’ Araboni 78’ | Marcatori | 28’ (rig.) Maiolo 87’ (rig.) Temelin |

| Arbitro: | Zenere (Schio) |

|                                      |           |  |
| Maiolo 23’ (rig.), 65’ Temelin 90+3’ | Marcatori |  |

| Arbitro: | Carrer (Conegliano) |

|                            |           |                    |
| Provenzano 21’ Mezzini 31’ | Marcatori | 85’ (rig.) Temelin |

| Arbitro: | Cassarà (Palermo) |

|                   |           |  |
| Nobile 77’ (rig.) | Marcatori |  |

| Arbitro: | Nicoletti (Macerata) |

|             |           |                        |
| Temelin 83’ | Marcatori | 14’ Pierotti 87’ Bacci |

| Arbitro: | Cirone (Palermo) |

|  |           |                        |
|  | Marcatori | 70’ Maiolo 87’ Temelin |

| Arbitro: | Belloli (Bergamo) |

|              |           |  |
| Augliera 40’ | Marcatori |  |

| Arbitro: | Girardi (San Donà di Piave) |

|                                |           |                             |
| Bartoloni 10’ Giraldi 55’, 87’ | Marcatori | 28’ Pappalardo 30’ Augliera |

### Coppa Italia Serie C

#### Fase eliminatoria a gironi
| sesto San Giovanni 23 agosto 1998 1ª giornata | Pro Sesto         | 0 – 0 | Como | Stadio Breda\| Arbitro: \| Saccani (Mantova) \| |
| Arbitro:                                      | Saccani (Mantova) |       |      |                                                 |

| Arbitro: | Zaltron (Bassano del Grappa) |

|               |           |              |
| Del Prato 88’ | Marcatori | 82’ Guerrisi |

| Arbitro: | Lucenti (Mestre) |

|                            |           |  |
| J. Colombo 67’ Temelin 70’ | Marcatori |  |

| Arbitro: | Cavallaro (Legnago) |

|                                                |           |             |
| Araboni 36’ (rig.), 38’ (rig.) Marcandalli 72’ | Marcatori | 89’ Temelin |